# Тимошевская, Любовь Петровна
Любовь Петровна Тимошевская (укр. Любов Петрівна Тимошевська; 20 августа 1958, Хуст, Закарпатская область — 16 марта 2022) — украинская актриса.

## Биография
Окончила Киевский театральный институт им. И. К. Карпенко-Карого.
В 2000-е годы начала активно сниматься в телесериалах.
В 2010 году исполнила главную роль — Евгению, мать Аиды — в комедии «Золушка с прицепом» (адаптация испанского формата «Аида» компании IMAGINA).
Сыграла во многих других кинофильмах.

## Фильмография
| - 2007 — Охламон — мама Светы; - 2008 — Возвращение Мухтара-4 — Елена Петровна (74 серия «Московская пленница»); - 2008 — Менины — мать; - 2008 — Таинственный остров — уборщица; - 2008 — Родные люди — Гавриловна; - 2008 — Реквием для свидетеля — кассирша Куприянова; - 2008 — Адреналин — клиентка адвоката; - 2009 — Сваты-3 — эпизод; - 2009 — Неприкосновенные — Нина, буфетчица; - 2010 — Соседи — Евдокия Петровна; - 2010 — Золушка с прицепом — Евгения, мама Аиды; - 2010 — Брат за брата — эпизод; - 2011 — Матч — эпизод; - 2011 — Возвращение Мухтара-7 — Светлана Ивановна; - 2011 — Баллада о Бомбере — Мария Ивановна, бывшая учительница; - 2012 — Женский доктор — мать роженицы; - 2012 — Дорога в пустоту — врач на зоне; - 2012 — Джамайка — эпизод; - 2013 — Тариф «Счастливая семья» — эпизод; - 2013 — Соседи по разводу — маникюрша; - 2013 — Одинокие сердца — эпизод; - 2013 — Нюхач — Вера, соседка Синельникова по даче; - 2013 — Даша — Раиса, воспитательница в детдоме; - 2013 — Бедная Liz — Ксения; - 2014 — Узнай меня, если сможешь — тётя Гриши; - 2014 — Муж на час — Люба, соседка Фёдора; - 2014 — Личное дело — Кропоткина; - 2014 — Лабиринты судьбы — эпизод; - 2015 — Битва за Севастополь — мать Бориса; - 2016 — Центральная больница — Елизавета Алексеевна, мать Миши; - 2016 — Случайных встреч не бывает — квартирная хозяйка; - 2016 — Прости — эпизод; - 2016 — Подкидыши — Лидия Антоновна Митрюшина, медсестра; - 2016 — На линии жизни — Нина Ивановна, санитарка; - 2016 — Дедушка — вахтерша; - 2016 — Две жизни — медицинский регистратор; - 2016 — Гражданин Никто — Лиза, домработница Даниловых; | - 2017 — Сдаётся дом у моря — регистратор ЗАГСа; - 2017 — Путь сквозь снега — Валентина Степановна, администратор отеля; - 2017 — Противостояние — начальница ЖЭКа; - 2017 — Подкидыши-2 — Лидия Антоновна Митрюшина, медсестра; - 2017 — Подари мне жизнь — мать Валентины; - 2017 — Пёс-2 — мать Гнездилова; - 2017 — Ноты любви — Мария Семёновна, свекровь Тани, повар; - 2017 — Когда возвращается прошлое — Глушкова, соседка; - 2017 — Вторая жизнь Евы — продавщица; - 2017 — Воспитание и выгул собак и мужчин — Карловна, мать Дюши, соседка Сони; - 2017 — Вопреки судьбе — соседка; - 2017 — Благие намерения — медсестра; - 2017 — Беги, не оглядывайся! — Нина, подруга Зои; - 2018 — Ничто не случается дважды — Дарья; - 2018 — Нужен мужчина — Людмила Петровна, домработница Никиты; - 2018 — Ни слова о любви — Ольга, соседка Насти; - 2018 — Красота требует жертв — Алиса, пациентка; - 2018 — Кладовая жизни — торговка; - 2018 — Другая я — соседка Вики; - 2018 — Вкус счастья — Вера Васильевна, санитарка; - 2018 — Ведьма — соседка; - 2018 — Ангелина — соседка Анны; - 2019 — Фантом — эпизод; - 2019 — Страсти по Зинаиде — продавщица в ломбарде; - 2019 — Сердце матери — регистратор брака; - 2019 — Как долго я тебя ждала — Римма Ивановна; - 2019 — Загадка для Анны — Роза Марковна; - 2019 — Дом который — Надежда Алексеевна, подруга Зинаиды; - 2020 — Шуша — мать Гладкова; - 2020 — Мой милый найдёныш — пассажирка; - 2020 — Корзина для счастья — Ольга Витальевна, директор детдома; - 2020 — Исчезающие следы — Елена Андреевна; - 2020 — Дочки — регистратор. |